# De tijdspoort
De tijdspoort is een boek van Johan Vandevelde.

## Samenvatting
Rikkie Matthijssen is een twaalfjarige jongen. Hij leeft in het jaar 2138, in een tijdperk waar de technologie niet alleen zijn leven, maar ook dat van andere mensen bestuurt. Door genetische mogelijkheden voor de geboorte van kinderen, kunnen de ouders zelf instellen hoe hun kind wordt. Bij Rikkie is er een fout opgetreden, waardoor hij gewoon schouderblond haar heeft, maar met een blauwe streep die van zijn pony tot zijn kruin loopt. Hij is er maar wat trots op! Rikkie woont in de stad Paragon, in een geweldig hoge woontoren, genaamd Delta 6. In hun huis staat een Eetomaat, waar eten mee geprogrammeerd kan worden. Hij heeft een broertje, lieve ouders en een goede vriend genaamd Tristan, die al menig bendeleider heeft gevloerd. Tristan is een echt straatschoffie: zijn vader is dood, zijn moeder kan niet voor hem zorgen. Hij is een klein jongetje, van 1 meter 42, maar iedereen die hem kent deinst terug wanneer hij op het toneel verschijnt. Tristan woont in dezelfde woontoren als Rikkie, alleen heel wat verdiepingen lager. De bovenste verdieping, waar Rikkie woont, is alleen weggelegd voor de allerrijksten. De jongens gaan graag naar de Skatedome, een grote koepel waar ze met hun fietsen met boordcomputer de gekste stunts uithalen. Ook het Virtuacenter is geliefd bij de jongeren van Paragon, waar je de nieuwste spellen uit kunt proberen met een voelpak, waardoor je de kogels en de hitte van het wilde westen daadwerkelijk voelt. Niets bijzonders allemaal, zou je zeggen. Maar Rikkies vader is een wetenschapper: hij heeft een ingewikkelde tijdmachine uitgevonden. Bernard Matthijssen heeft met zijn levenswerk enkel het beste voor, maar bij generaal Erik Stratton, een gevreesde staatsvijand, ligt dat anders. Nadat Stratton ter dood veroordeeld is, ontsnapt hij uit de dodencel en neemt hij Rikkie en Tristan gevangen. Tristan weet te ontsnappen, al kan dat de generaal weinig schelen. Zijn bedoeling is om Rikkie te ruilen voor de tijdsmachine. Wanneer Stratton en Rikkie in het lab van Bernard Matthijssen gearriveerd zijn, springt Rikkie door de poort van de tijdsmachine voordat Strattons androïden (robots) daar de kans toe krijgen. In zijn haast vergeet de jongen gelukkig niet om een armband mee te nemen: zonder het stuk metaal is er geen mogelijkheid om terug naar het heden te komen. Op het moment dat hij door de poort springt, staat de datum op 16 oktober 1999…
Op indrukwekkende wijze komt ook Tristan in het verleden terecht, om Rikkie te zoeken en hem te waarschuwen dat Bernard ze na twee dagen terughaalt naar 2138. Rikkie is ondertussen opgevangen door een schrijver, Peter de Raad, en diens zoon Kris. Ze wonen in een buitenwijk van een klein stadje. Eerst verafschuwt Kris Rikkie, maar lang duurt dat niet. Ze worden goede vrienden, en Rikkie beseft dat hij misschien nooit meer terug kan naar huis, wanneer er iets fout gaat. Een paar dagen later worden Kris en Rikkie overvallen: de dieven willen geld zien, maar wanneer ze wat kleingeld voor hun lunch laten zien valt het oog van de bendeleider op Rikkies armband. Rikkies grootste angst wordt werkelijkheid: de armband, de enige mogelijkheid om terug naar de toekomst te kunnen, wordt gestolen. Maar dan verschijnt Tristan. Hij slaat de twee handlangers knock-out, maar het lukt hem niet om de armband terug te krijgen. En toch hebben ze hem vlug nodig, voordat Bernard de jongens terughaalt. Een nieuwe vriend van Tristan, Simon, die hij na zijn arriveren in 1999 heeft ontmoet, helpt Tristan en Rikkie om een boodschap naar de toekomst te sturen, dat Bernard de jongens nog een paar uur in het verleden moet laten blijven, zodat zij Rikkies armband kunnen zoeken. Met behulp van een reusachtige radioschotel zenden ze een bericht. Maar de politie is ingelicht: vier jongens hebben ingebroken bij de schotelantenne. Kris, Tristan, Simon en Rikkie slaan op de vlucht, maar Kris wordt gevangengenomen. De andere drie jongens moeten zo snel mogelijk de armband terug zien te krijgen, en Kris bevrijden. Simon schrikt wanneer hij erachter komt dat de dief zijn broer Frank is, maar het zorgt er wel voor dat Rikkie, Simon en Tristan weten waar ze de armband moeten zoeken. Gelukkig vinden ze de armband terug, maar natuurlijk niet zonder dat Tristan Frank van het slechte pad afhaalt. Rikkie en Tristan worden door een wormgat teruggebracht naar het jaar 2138, naar het lab van Bernard Matthijssen. Stratton, die daar nog steeds is, valt door de tijdspoort. Alles is weer rustig.

## Analyse van tijd
De gebeurtenissen in De tijdspoort zijn in chronologische volgorde. Het gaat allemaal van begin tot einde, zonder stukjes ertussen die iets over het verdere verleden vertellen. In het midden van het boek zijn er drie verschillende personen waarover verteld wordt: Rikkie, bij meneer de Raad, Tristan, op de vlucht voor de politie, en Bernard Matthijssen in zijn lab. De schrijver, Johan Vandevelde, laat al deze personen samenkomen: nadat Tristan Rikkie heeft gevonden zijn er nog twee plekken over, en wanneer ze terug in Paragon zijn smelt alles samen tot één geheel. Er is geen tijdversnelling: alles gebeurt binnen korte tijd. Nergens in het boek wordt ook maar een dag overgeslagen. Een probleem is wel, dat de tijd anders verloopt voor de jongens: twee dagen voor hen is dat twintig minuten voor Bernard. Gelukkig weet de wetenschapper alles goed uit te dokteren zodat Rikkie en Tristan niet te vroeg- of te laat teruggehaald worden. De Tijdspoort begint in het jaar 2138, niet in een specifiek seizoen. Rikkie en Tristan belanden in het jaar 1999. Wat er met hen gebeurt wordt uitgebreid beschreven, maar dat laat niet weg dat er ook wordt verteld over Bernard en Stratton in 2138.

## Analyse van ruimte
De Tijdspoort begint in de stad Paragon, op de school waar Tristan en Rikkie les krijgen. Na school gaan de jongens naar de Skatedome, een plek waar alle skaters en fietsers samenkomen en er soms levensgevaarlijke toeren uithalen. Verder komt Rikkie eerst nog thuis en gaat hij de volgende dag naar het Virtuacenter, in de Oude Stad. Dit gedeelte van Paragon was verwoest bij een aardbeving, en nu is het enkel nog een plek waar bendes en criminelen zich schuilhouden. Op de terugweg worden Tristan en Rikkie gevangengenomen… Nadat Stratton, Rikkie en Tristan Bernards lab aangedaan hebben, komen de twee jongens na elkaar in het verleden terecht. Het verleden speelt zich af in een stadje, waar Kris’ school, het huis van Peter en Kris de Raad, het winkelcentrum, het politiebureau, de apotheek, het weeshuis, Simons huis en boomhut, en de radioschotel bezocht worden. In feite speelt het hele boek zich in twee steden af: eentje in de toekomst, en één in het verleden. Toch lijkt het alsof het twee reusachtige werelden zijn, omdat er zo veel verschillende plekken in het verleden zijn. Aan het eind komt alles samen in de kamer van Rikkie en zijn broertje Timmy, de nacht na de terugkomst van Rikkie en Tristan, wanneer Tristan blijft slapen.